# Ta’ Qali-Stadion
Das Ta’ Qali-Stadion (voller Name: Ta’ Qali-Nationalstadion, maltesisch Grawnd Nazzjonali Ta' Qali, englisch Ta' Qali National Stadium) ist seit seiner Eröffnung Anfang der 1980er Jahre das Nationalstadion von Malta und ersetzte in dieser Eigenschaft das ehemalige Empire Stadium Gzira. Es liegt in der Stadt Attard und wird auch Millennium-Stadion genannt. In ihm finden sowohl die lokalen Auswahlspiele als auch internationale Spiele statt. Für Sportereignisse sind Sitzplätze für 17.797 Zuschauer vorhanden, für Konzerte können mit allen Stehplätzen etwa 35.000 Personen untergebracht werden. Es ist das größte Stadion auf Malta. 
Im Ta’ Qali-Stadion finden zahlreiche Fußballspiele der Maltese Premier League statt. Daneben stehen für den Erstligafußball der Hibernians Football Ground (etwa 8.000 Plätze), das Victor-Tedesco-Stadion (etwa 1.800 Plätze) und das unmittelbar neben dem Ta’ Qali-Stadion gelegene Centenary Stadium zur Verfügung, in dem die Heimspiele der maltesischen Frauenfußballnationalmannschaft ausgetragen werden.
Im Komplex sind auch zwei Trainingsanlagen, ein Schwimmbad, zwei Squashplätze, ein Schießplatz, ein Restaurant, Cafeterias und Bars vorhanden.

## Galerie

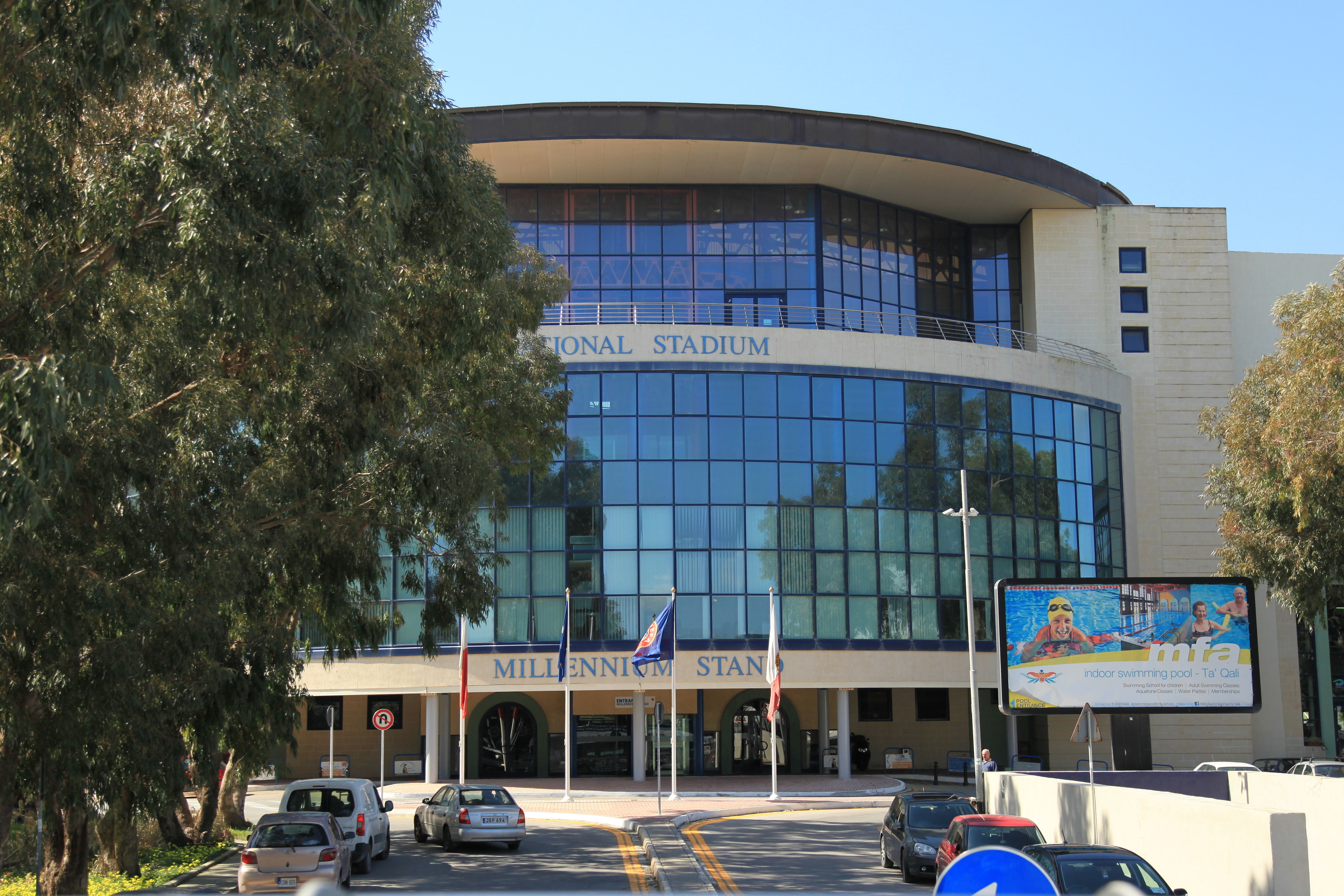
Fassade des Stadions
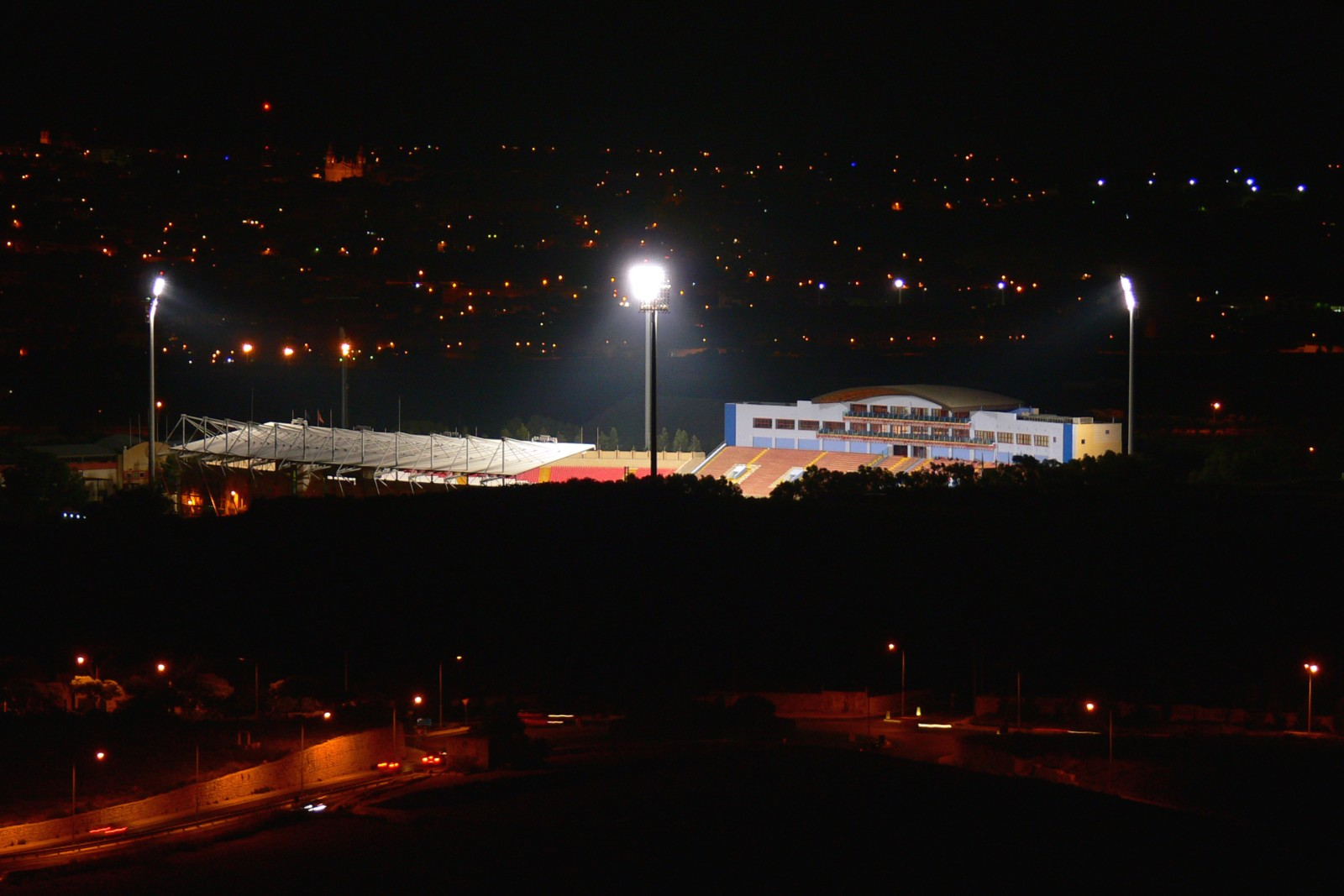
Das Stadion unter Flutlicht
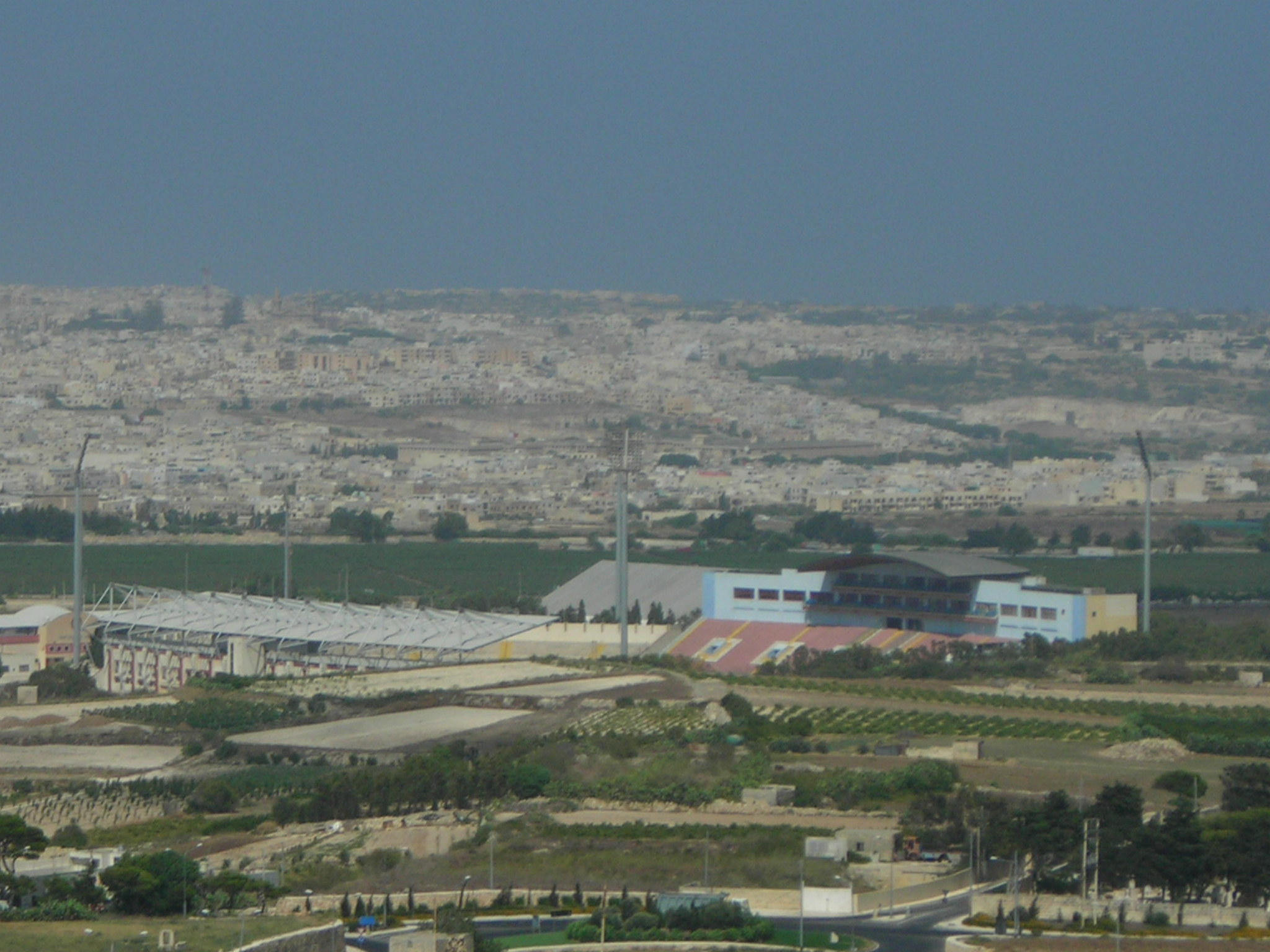
Sicht auf das Ta' Qali-Stadion von Mdina aus